# 1 грудня
1 грудня — 335-й день року (336-й у високосні роки) у григоріанському календарі. До кінця року залишається 30 днів.

## Свята і пам'ятні дні

### Міжнародні
- ООН: Всесвітній день боротьби зі СНІДом

### Національні
- Україна: Річниця Всеукраїнського референдуму 1991 року, на якому 90,32 % громадян висловилася за Незалежність України.
- Румунія: День Об'єднання Румунії і Трансильванії. (1918)
- Центральноафриканська Республіка: День проголошення Республіки. (1958)
- Чад: День свободи і демократії.
- Ісландія: День самоврядування.
- Португалія: День відновлення Незалежності.

### Професійні
- Україна: День працівників прокуратури.
- Україна: Неофіційний день невролога[1].
- Панама: День вчителя.

### Релігійні

#### Західне християнство
- Пам'ять святих Ансана[en], Бруни Пеллесі[en], Ґрюста[en], Евасія[en], Едмунда Кемпіона[en], Еліґія, Олександра Браянта[en], Ніколаса Феррара[en], Ральфа Шервіна[en], Кастріта[en], Урсіцина Брешійського[en] та Шарля де Фуко.

#### Східне християнство
- Пам'ять святих пророка Наума, праведного Філарета Милостивого та мученика Ананії Персянина[2].

## Іменини
- ✝  Католицькі: Бруна, Евасій, Еліґій, Ральф, Шарль.
- ✙ Православні: Наум, Філарет, Ананія[2]

## Події
- 1408 — татарський хан Едигей взяв в облогу Москву.
- 1783 — Перший політ людини на повітряній кулі, наповненій воднем. Це здійснив у Парижі французький фізик Жак Александр Сезар Шарль. Під час двогодинного польоту в гондолі кулі разом з Шарлем перебував його напарник Робер.
- 1822 — У Відні відбувся музичний дебют 11-річного Ференца Ліста, майбутнього угорського композитора.
- 1835  — Побачила світ перша книга казок видатного данського письменника-казкаря Ганса Крістіана Андерсена.
- 1863  — На 5-му засіданні представників перших футбольних команд Англії прийнято рішення заборонити футболістам бігати полем з м'ячем у руках.
- 1887 — На сторінках повісті англійського письменника Артура Конан-Дойля «Етюд у багряних тонах» вперше з'явився популярний літературний персонаж — приватний детектив Шерлок Холмс.
- 1891 — Американець Джеймс Нейсміт вигадав баскетбол.
- 1903 — З'явився перший вестерн — «The Great Train Robbery».
- 1913 — На заводах Форда (США) ввели безперервну складальну лінію (конвеєр), з якого через кожні 2 години 38 хвилин став сходити автомобіль.
- 1913 — Відкрито метрополітен у Буенос-Айресі (Аргентина).
- 1918 — Проголошено створення Королівства Сербів, Хорватів і Словенців.
- 1918 — Приєднанням Трансильванії до Румунського королівства завершився процес утворення єдиної румунської національної держави.
- 1921 — Відбувся перший[3] політ дирижабля, наповненого гелієм (С-7[en] фірми «Гуд'їр»).
- 1924  — В Естонській Республіці почалося Першогрудневе повстання.
- 1929 — Едвін С. Лоу[en] вигадав гру в бінго.
- 1934 — У Ленінграді (нині — Санкт-Петербург) комуніст Ніколаєв застрелив лідера місцевої комуністичної організації Сергія Кірова. Обставини злочину досі залишаються нез'ясованими, але Сталін використав його для організації в СРСР «Великого терору» (тільки в Українській СРР в грудні 1934 року розстріляли 28 видатних осіб, в тому числі відомих письменників).
- 1939 — Радянсько-фінська війна: Радянський Союз оголосив про створення на його території маріонеткового «уряду» неіснуючої «Фінської демократичної республіки» на чолі з комуністом О. В. Куусіненом
- 1944 — Наказ Наркому внутрішніх справ СРСР про створення в його складі Головного управління по боротьбі з бандитизмом, одним із завдань якого була боротьба з «націоналістичним підпіллям» в Західній Україні та Балтії.
- 1955  — Початок руху проти расової сегрегації в США. В місті Монтґомері негритянка Роза Паркс відмовилась поступитися місцем білому чоловіку в автобусі, за що була заарештована поліцією. Внаслідок масових акцій протесту Верховний Суд США через рік скасував закон про сегрегацію в міському транспорті.
- 1958 — Французьку колонію Убангі-Шарі проголосили Центральноафриканською Республікою.
- 1959 — 12 країн (Аргентина, Австралія, Бельгія, Велика Британія, Чилі, Франція, Японія, Нова Зеландія, Норвегія, Південно-Африканський Союз, СРСР і США) підписали у Вашингтоні договір про мирне наукове використання Антарктиди .
- 1981 — На Чорнобильській АЕС став до ладу 3-й енергоблок потужністю 1 млн кВт.
- 1988 — Вперше відзначено Всесвітній день боротьби зі СНІДом.
- 1989 — Зустріч у Ватикані Папи Івана Павла ІІ з керівником СРСР Михайлом Горбачовим започаткувала офіційну легалізацію УГКЦ[4][5] та інших католицьких церковних структур[джерело?].
- 1990  — У Києві розпочався установчий з'їзд Партії демократичного відродження України (згодом на її базі виникла Народно-демократична партія, а частина членів приєдналися до ПРП).
- 1990 — Під дном Ла-Маншу зустрілися британські та французькі будівельники, які з двох кінців прокладали перший в історії підземний тунель через цю протоку між Британією та Францією.
- 1991 — Понад 90 відсотків із 32-х мільйонів громадян України, що 1 грудня 1991 року взяли участь у Всеукраїнському референдумі, висловилось за незалежність своєї країни. Одночасно з референдумом проводились і вибори президента, на яких перемогу здобув Леонід Кравчук, в недалекому минулому секретар ЦК Компартії України. За нього проголосували понад 61 % виборців.
- 1991 — у Києві відкрито Генеральне консульство Австрійської Республіки.
- 1994 — Андрій Шевченко у матчі проти дніпропетровського «Дніпра» забив свій перший гол в складі київського «Динамо».
- 2009 — у Львові запустили Львівський міський рейковий автобус.
- 2011 — утворена Ініціативна група «Першого грудня»
- 2012 — оприлюднена Українська хартія вільної людини
- 2013 — у відповідь на спробу силового розгону Євромайдану мільйонна демонстрація у Києві, сутички біля Адміністрації Президента України та початок Революції гідності

## Народились
Див. також: Категорія:Народились 1 грудня
- 1083 — Анна Комніна, візантійська принцеса, старша дочка імператора Візантії Олексія I Комніна і Ірини Дукени. Одна з перших жінок-істориків.
- 1595 — (за однією з гіпотез) Богдан Хмельницький, гетьман України.
- 1710 — Мікеле Марієскі, венеційський художник XVIII століття.
- 1716 — Етьєн Моріс Фальконе, французький скульптор XVIII століття.
- 1743 — Мартін Клапрот, німецький хімік, першовідкривач хімічних елементів урану та цирконію.
- 1761 — Марі Тюссо, француженка, що створила знаменитий Музей воскових фігур у Лондоні.
- 1792 — Микола Лобачевський, російський математик польського походження, один із батьків неевклідової геометрії.
- 1859 — Січинський Юхим, український історик, педагог, громадський діяч, православний священник.
- 1864 — Карстен Борхгревінк, норвезький мореплавець, в 1895 році першим в історії висадився на берег Антарктиди і організував там перше зимування.
- 1876 — Брун Клара Ісаківна, українська оперна співачка.
- 1886 — Рекс Стаут, американський письменник, автор детективних романів.
- 1894 — Юліан Головінський, український військовий і політичний діяч, сотник УГА, крайовий командант УВО та крайовий провідник ОУН.
- 1909 — Анатолій Кос-Анатольський, український композитор.
- 1918 — Платон Майборода, український композитор, автор пісень («Білі каштани», «Пісня про рушник»), музики до кінофільмів.
- 1930 — Роман Федорів, український письменник, лавреат Шевченківської премії.
- 1931 — Олійник Юрій, композитор, автор першого концерту для бандури та симфонічного концерту.
- 1933 — Вульфенсон Джеймс, американський фінансист, глава Світового банку до травня 2005 р.
- 1935 — Вуді Аллен (Аллан Стюарт Кьоніґсберґ), американський актор, кінорежисер і сценарист, володар трьох «Оскарів» (за фільми «Любов і смерть», «Манхеттен», «Інша жінка»).
- 1937 — Вайра Віке-Фрейберга, президент Латвії (1999–2007).
- 1937 — Андрій Содомора, український письменник, науковець, перекладач із давньогрецької та латинської мов.
- 1946 — О'Саллівен Ґілберт, популярний ірландський поп-співак.
- 1951 — Джако Пасторіус, джазовий бас-гітарист.
- 1988 — Едуард Лобов, білоруський політичний діяч, боєць тактичної групи «Білорусь» у війні на сході України.

## Померли

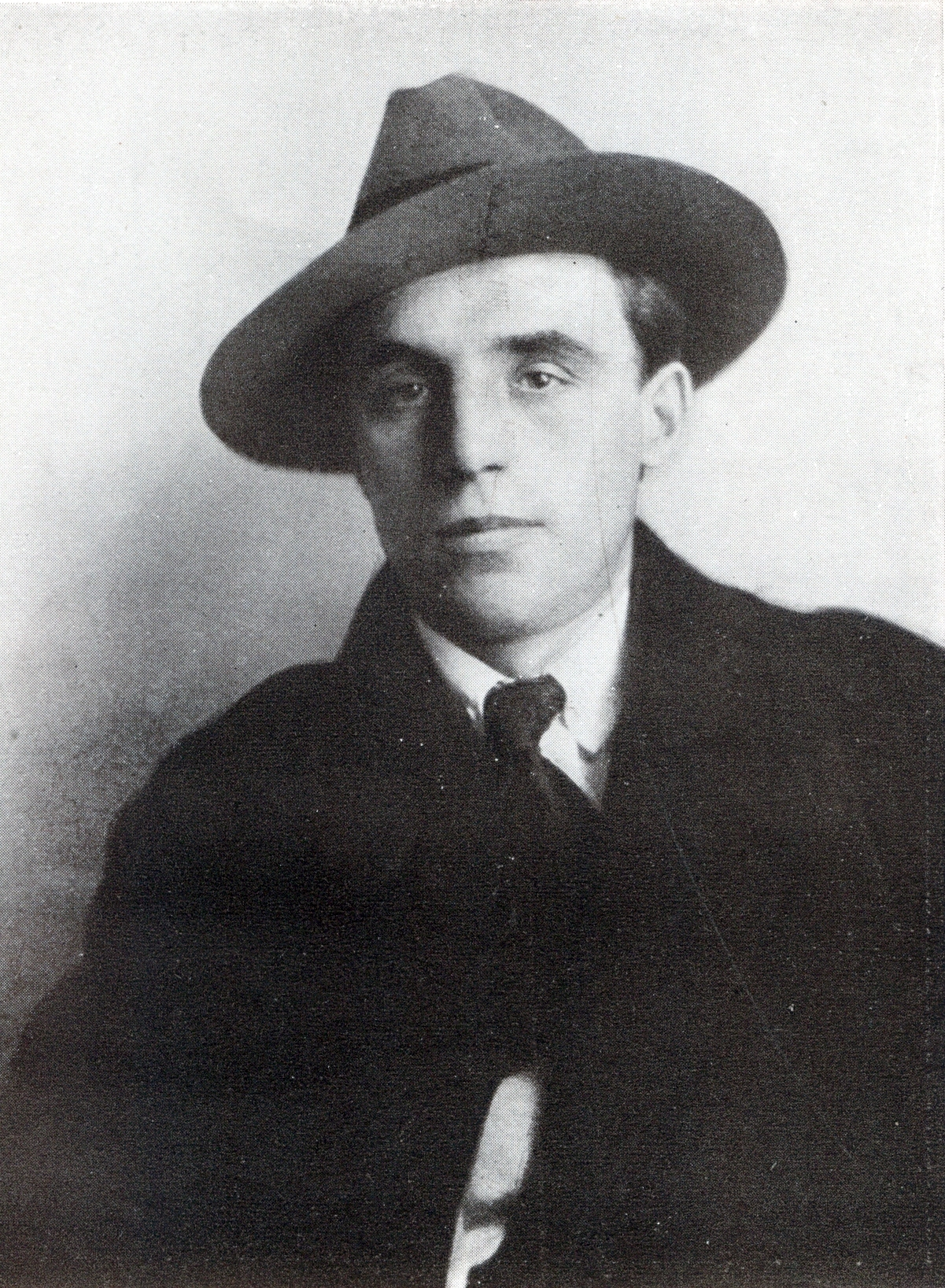
Петро Панч

Євген Сверстюк

Див. також: Категорія:Померли 1 грудня
- 1135 — Генріх I син Вільгельма Завойовника, король Англії з 1100.
- 1455 — Лоренцо Гіберті, італійський скульптор, історик мистецтв. Один із найкращих майстрів рельєфу. Представник раннього Відродження.
- 1563 — Андреа Мелдолла, венеційський художник XVI століття.
- 1813 — Бертоні Фердинандо, італійський композитор, капельмейстер і органіст.
- 1866 — Джордж Еверест, британський геодезист. Виконав топографічну зйомку території Індії і першим визначив висоту найбільшої вершини світу Джомолунгми, яку назвали Еверестом на його честь.
- 1900 — Сергій Коржинський, ботанік, генетик, еволюціоніст, один з основоположників фітоценології; походив від запорозьких козаків.
- 1947 — Ґодфрі Гарді, англійський математик.
- 1964 — Джон Голдейн, британський біолог, член Лондонського королівського товариства.
- 1972 — Іп Ман, майстер китайських бойових мистецтв, представник стилю Він-Чунь.
- 1973 — Давид Бен-Гуріон, перший прем'єр-міністр Ізраїлю.
- 1978 — Петро Панч, український письменник, сотник Дієвої Армії УНР.
- 1986 — Юрій Тимошенко (Тарапунька), артист української естради.
- 1991 — Джордж Стіглер, американський економіст, лауреат Нобелівської премії з економіки .
- 1997 — Стефан Граппеллі, французький джазовий скрипаль.
- 2006 — Клод Жад, французька актриса.
- 2011 — Кріста Вольф, німецька письменниця.
- 2014 — Євген Сверстюк, український письменник, філософ.